# Boreosignum maltinii
Boreosignum maltinii är en kräftdjursart som först beskrevs av Schiecke och Eugenio Fresi 1972.  Boreosignum maltinii ingår i släktet Boreosignum och familjen Paramunnidae. Inga underarter finns listade i Catalogue of Life.